# Mai Thi Nguyen-Kim

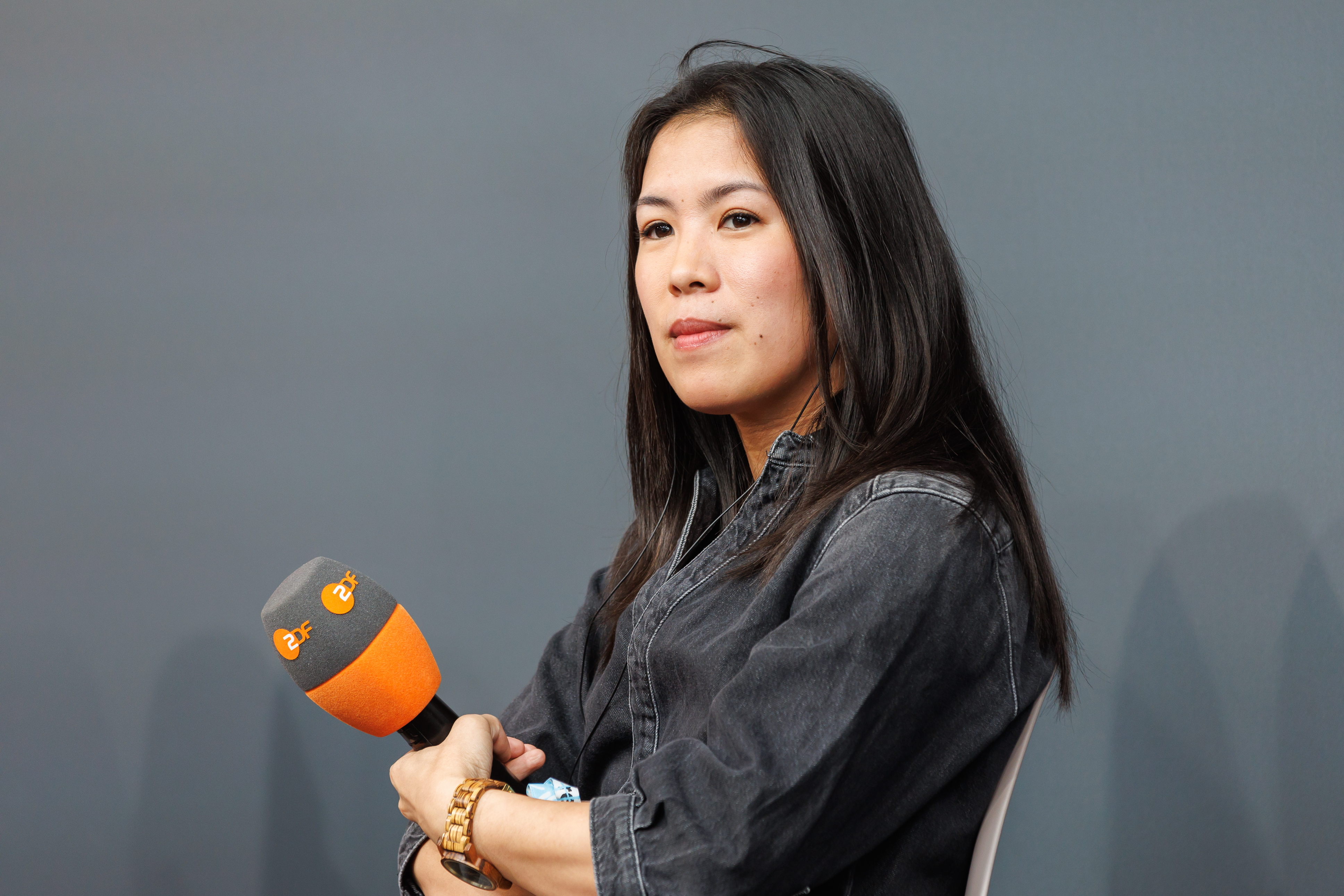
Mai Thi Nguyen-Kim (2024)

Mai Thi Nguyen-Kim (geboren am 7. August 1987 in Heppenheim; bürgerlich Mai-Thi Leiendecker, geborene Nguyen-Kim) ist eine deutsche Wissenschaftsjournalistin und Fernsehmoderatorin bei ARD und ZDF, Chemikerin und Autorin. Seit September 2016 führt sie mit Unterbrechungen den YouTube-Kanal MaiThink X. Seit 2021 hat sie eine gleichnamige Show bei ZDFneo. Sie ist Mitglied im Senat der Max-Planck-Gesellschaft.

## Leben, Ausbildung, Privates
Nguyen-Kim, deren Eltern aus Vietnam stammen, wuchs in Hemsbach auf und besuchte dort das Bergstraßen-Gymnasium. Ihr Vater ist Chemiker und arbeitete bei BASF. Sie hat einen älteren Bruder, der ebenfalls Chemie studierte. Nach dem Abitur studierte sie von 2006 bis 2012 Chemie an der Johannes Gutenberg-Universität Mainz und absolvierte einen Forschungsaufenthalt am Massachusetts Institute of Technology. Während ihres Studiums war sie Stipendiatin der Studienstiftung des deutschen Volkes. Ab 2012 arbeitete sie als Doktorandin an der RWTH Aachen, verbrachte ein Forschungsjahr an der Harvard University sowie dem Fraunhofer-Institut für Angewandte Polymerforschung und wurde 2017 an der Mathematisch-Naturwissenschaftlichen Fakultät der Universität Potsdam mit einer Arbeit über Physikalische Hydrogele auf Polyurethan-Basis promoviert. Seit Juni 2020 ist sie Mitglied im Senat der Max-Planck-Gesellschaft.
Mit den Penguin Tappers aus Hemsbach war Nguyen-Kim unter anderem vierfache Deutsche Meisterin im Formationsstepptanz und errang mit ihnen 2009 den Weltmeistertitel. Nguyen-Kim ist seit 2017 mit einem Chemiker verheiratet und hat eine 2020 geborene Tochter und ein 2023 geborenes Kind.

## Wissenschaftsvermittlung

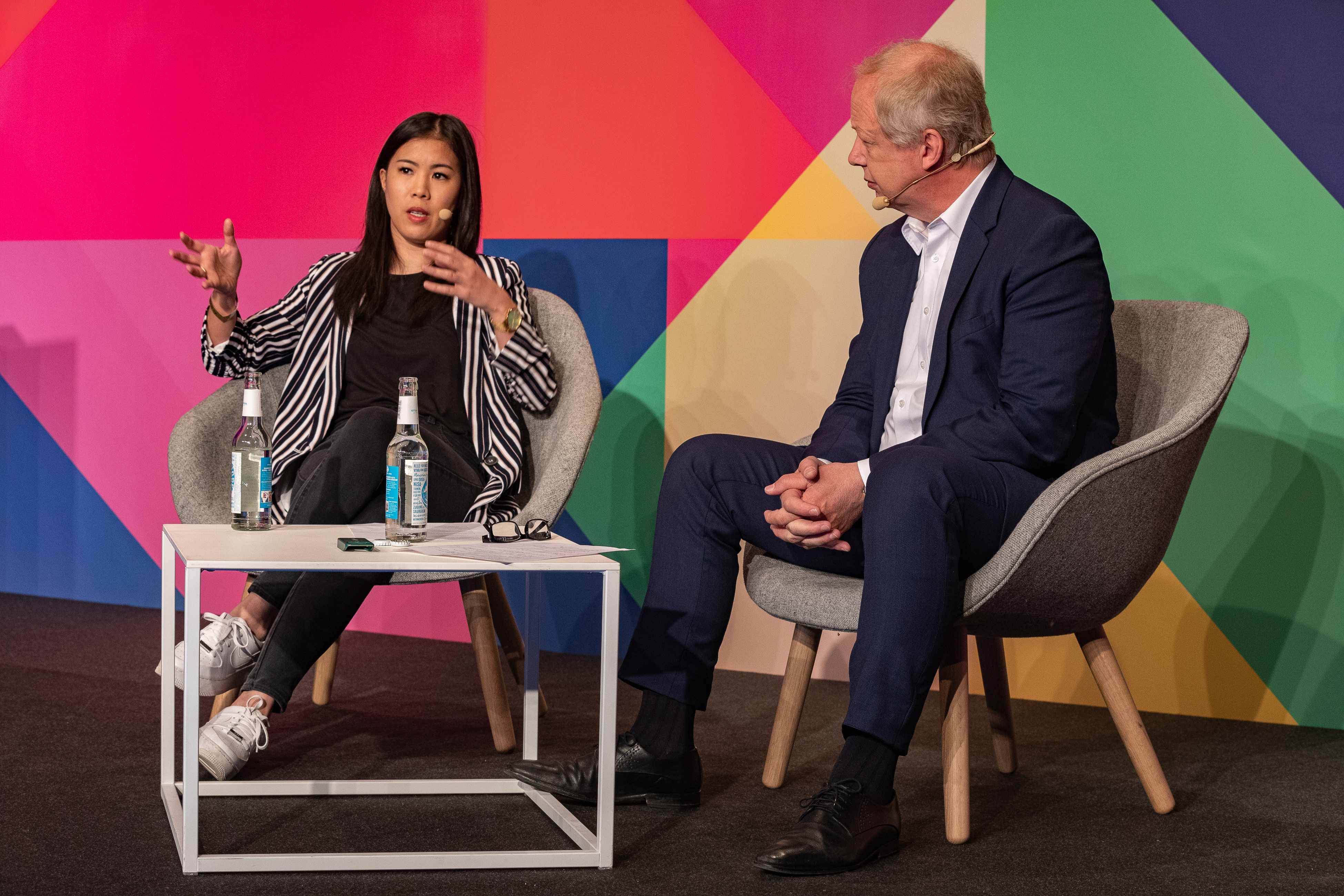
Nguyen-Kim mit Tom Buhrow auf der Media Convention Berlin 2019

Im Jahr 2015 startete Nguyen-Kim den YouTube-Kanal The Secret Life of Scientists, um Stereotype zu (Natur-)Wissenschaftlern und Nerds infrage zu stellen und einem jungen Publikum naturwissenschaftliche Themen zu vermitteln.
Außerdem ging im Oktober 2016 ihr YouTube-Kanal schönschlau online,⁣
der von funk bis April 2023 produziert wurde.
Zeitweise moderierte sie auch den Kanal Auf Klo und Lernvideos für die Fächer Chemie und Mathematik im für funk produzierten Format musstewissen.
Ihr Kanal schönschlau wurde 2018 in maiLab umbenannt und hatte im August 2022 über 1,4 Millionen Abonnenten. maiLab wurde vom Südwestrundfunk für funk produziert. Der Kanal wurde am 31. März 2024 zu MaiThink X umbenannt.
Nguyen-Kim war Moderatorin im WiD-Projekt Die Debatte, gehörte mit Harald Lesch zum Team von Terra X Lesch & Co und wurde von Jasmina Neudecker abgelöst. Im Wechsel mit Ralph Caspers (zudem mit Ranga Yogeshwar bis zu dessen Ausscheiden im November 2018) moderierte sie von Mai 2018 bis 2021 die Sendung Quarks.
Ihr im März 2019 erschienenes Buch Komisch, alles chemisch! gelangte im März 2019 auf Platz zwei der Spiegel-Bestsellerliste. Im März 2021 veröffentlichte sie ihr zweites Buch Die kleinste gemeinsame Wirklichkeit, das noch im Erscheinungsmonat auf Platz eins der Spiegel-Bestsellerliste gelangte und dort insgesamt vom 20. März bis 9. April 2021 auf Platz 1 der Liste der meistverkauften Sachbücher in Deutschland blieb.
Anfang April 2020 erreichte maiLab mit einem Video zur Corona-Pandemie (Corona geht gerade erst los) innerhalb von vier Tagen mehr als 4 Millionen Aufrufe und war zeitweise Nummer 1 der YouTube-Trends. Damit ist es das erfolgreichste Video auf diesem YouTube-Kanal. Corona geht gerade erst los war 2020 mit über sechs Millionen Aufrufen das Top Trending Video des Jahres 2020 auf YouTube in Deutschland. Zum selben Thema sprach sie im April 2020 einen Tagesthemen-Kommentar. Nguyen-Kim war seither Gast in verschiedenen anderen Medienformaten, darunter Fernseh-Talkshows.
Im Mai 2020 forderte sie in einem Gespräch mit der Deutschen Presse-Agentur mehr Quellen- und Medienkompetenz und warnte vor Verschwörungstheorien zur Corona-Pandemie. Weiter sieht sie bei der Allgemeinbildung Defizite in den Naturwissenschaften und im wissenschaftlichen Arbeiten. Sie ist außerdem Aktivistin bei Scientists for Future. Seit April 2021 war die Wissenschaftsjournalistin exklusiv für zahlreiche ZDF-Formate verpflichtet. Ihr Debüt gab sie mit dem Terra-X-Dreiteiler Wunderwelt Chemie, der ab Oktober 2021 im ZDF ausgestrahlt wurde. Die drei Folgen Die Bausteine der Natur, Die Magie der Verwandlung und Die Elemente des Lebens wurden zu großen Teilen im „Historischen Laboratorium“ des Gießener Liebig-Museums gedreht. In diesen Folgen interagierte sie unter anderem in kurzen Szenen mit Chemikern aus der Geschichte, die von Schauspielern dargestellt werden. Seit Oktober 2021 präsentiert Mai Thi Nguyen-Kim die ZDFneo-Show MaiThink X – Die Show.
Im April 2020 war sie der erste Interview-Gast des Formats 5 schnelle Fragen an: des Podcasts Gemischtes Hack. Im Juli 2020 erschien der vier Stunden lange Podcast Mai Thi Nguyen-Kim, rettet Wissenschaft die Welt? der Serie Alles gesagt? der Zeit. Im Herbst 2022 wurde bekannt, dass Nguyen-Kim im Wintersemester die Nature Marsilius Gastprofessur für Wissenschaftskommunikation an der Universität Heidelberg übernehmen und dort Lehrveranstaltungen zum Thema halten wird. Im April 2022 moderierte Nguyen-Kim die Verleihung des Deutschen Zukunftspreises 2022.

## Veröffentlichungen
- Physikalische Hydrogele auf Polyurethan-Basis. Dissertation, Mathematisch-Naturwissenschaftliche Fakultät der Universität Potsdam, Potsdam 2017 (PDF; 7,6 MB).
- Komisch, alles chemisch! Handys, Kaffee, Emotionen – wie man mit Chemie wirklich alles erklären kann. Droemer Verlag, München 2019, ISBN 978-3-426-27767-6.
  - Englische Ausgabe: Chemistry for Breakfast. The Amazing Science of Everyday Life. Ingram Publisher Services, 2021, ISBN 978-1-77164-748-9.
- Die kleinste gemeinsame Wirklichkeit. Wahr, falsch, plausibel? Die größten Streitfragen wissenschaftlich geprüft. Droemer Knaur, München 2021, ISBN 978-3-426-27822-2.
- mit Marie Meimberg: BiBiBiber hat da mal 'ne Frage. Warum leuchten Sterne? Oetinger, Hamburg 2024, ISBN 978-3-7512-0447-7.
- mit Marie Meimberg: BiBiBiber hat da mal 'ne Frage. Sind Dinos wirklich alle tot? Oetinger, Hamburg 2024, ISBN 978-3-7512-0380-7.
- mit Marie Meimberg: BiBiBiber hat da mal 'ne Frage. Welche Farben hat der Regenbogen? Oetinger, Hamburg 2024, ISBN 978-3751204071.

## Auszeichnungen
- 2012: Dritter Platz bei der Falling-Walls-Conference in Berlin für die Präsentation Breaking the Wall of the Human Cell[46][47]
- 2014: Gewinn von Science-Slams in Aachen und Bochum[48][49]
- 2014: Vortrag auf der TEDxBerlin-Konferenz als Gewinnerin des Wettbewerbs Spotlight@TEDxBerlin[50]
- 2015: Gewinnerin des Kölner Bullshit Slams mit einer Präsentation zum Thema Klimawandel[51][52]
- 2016: Erster Platz in der Kategorie Scitainment mit dem Beitrag Trust me, I’m a Scientist beim Webvideo-Wettbewerb Fast Forward Science 2016 (ausgerichtet von Wissenschaft im Dialog und dem Stifterverband für die Deutsche Wissenschaft)[53][54]
- 2018: Grimme Online Award zusammen mit Melanie Gath für den Kanal maiLab in der Kategorie Wissen und Bildung sowie Publikumspreis des Grimme Online Award[55][56]
- 2018: Georg von Holtzbrinck Preis für Wissenschaftsjournalismus[57]
- 2018: Erster Platz bei Fast Forward Science in der Kategorie Substanz, erster Platz beim Community Award und ein Webvideo Excellence Award[58]
- 2018: Gewinnerin Webvideopreis Deutschland[59][60]
- 2018: Journalistin des Jahres 2018 in der Kategorie Wissenschaft, verliehen durch das Medium Magazin[61]
- 2019: Hanns-Joachim-Friedrichs-Preis[62]
- 2020: Heinz Oberhummer Award für Wissenschaftskommunikation[63][64]
- 2020: Gewinnerin des Goldene Kamera Digital Award 2020 in der Kategorie Best of Information[65]
- 2020: Verdienstkreuz am Bande des Verdienstordens der Bundesrepublik Deutschland[66]
- 2020: Umweltmedienpreis 2020 der Deutschen Umwelthilfe in der Kategorie Online für den YouTube-Kanal maiLab.[67]
- 2020: Erneut Journalistin des Jahres, verliehen vom Medium Magazin[68]
- 2020: Preis der Deutschen Akademie für Fernsehen in der Kategorie Fernsehunterhaltung für Quarks
- 2021: Grimme-Preis für ihre Corona-Wissensvermittlung in der Kategorie Journalistische Leistung[69]
- 2021: Nannen Preis in der Kategorie Geschichte des Jahres
- 2021: Leibniz-Medaille der Berlin-Brandenburgischen Akademie der Wissenschaften
- 2021: Preis für Journalisten und Schriftsteller der Gesellschaft Deutscher Chemiker[70]
- 2021: Theodor-Heuss-Medaille
- 2021: Hessischer Kulturpreis, zusammen mit Sandra Ciesek, für „ihre Verdienste in der Corona-Pandemie“[71]
- 2021: LovelyBooks Leserpreis Gold in der Kategorie Sachbuch & Ratgeber für Die kleinste gemeinsame Wirklichkeit[72]
- 2022: Horizont Award als Medienfrau des Jahres für 2021[73]
- 2022: Lorenz-Oken-Medaille der Gesellschaft Deutscher Naturforscher und Ärzte
- 2022: Aachener Ingenieurpreis[74]
- 2023: Jacob-Grimm-Preis[75]
- 2023: Mercator-Professur der Universität Duisburg-Essen[76]